# Матеус Мартинс
Матеус Мартинс Силва дос Сантос (порт.-браз. Matheus Martins Silva dos Santos ; родился 16 июля 2003) — бразильский футболист, нападающий клуба «Ботафого».

## Футбольная карьера
Матеус — воспитанник «Флуминенсе». Дебютировал за клуб 7 марта 2021 года в поединке Лиги Кариока против «Португезы», выйдя на замену на 57-й минуте вместо Габриэла Тейшейры. Всего в розыгрыше лиги провёл две встречи. 30 июля 2021 года Матеус дебютировал и в бразильской Серии А, появившись на поле в поединке против Атлетико Паранаэнсе и заменив Нене.
25 марта 2021 года Матеус продлил контракт с Флуминенсе до декабря 2024 года.
11 января 2023 года на правах аренды присоединился к клубу Чемпионшипа «Уотфорд». По окончании сезона вернулся в Италию, но уже 4 июля снова отправился в аренду в Англию.
Также Матеус выступал за сборную Бразилии среди юношей до 16 лет.

## Статистика выступлений
| Клуб             | Сезон            | Лига             | Лига  | Лига | Лига штата | Лига штата | Кубок | Кубок | Междунар. | Междунар. | Всего | Всего |
| Клуб             | Сезон            | Лига             | Матчи | Голы | Матчи      | Голы       | Матчи | Голы  | Матчи     | Голы      | Матчи | Голы  |
| ---------------- | ---------------- | ---------------- | ----- | ---- | ---------- | ---------- | ----- | ----- | --------- | --------- | ----- | ----- |
| Флуминенсе       | 2021             | Серия А          | 2     | 0    | 2          | 0          | 0     | 0     | 0         | 0         | 4     | 0     |
| Всего за карьеру | Всего за карьеру | Всего за карьеру | 2     | 0    | 2          | 0          | 0     | 0     | 0         | 0         | 4     | 0     |